# Kirk Smeaton
Kirk Smeaton – wieś w Anglii, w hrabstwie North Yorkshire, w dystrykcie (unitary authority) North Yorkshire. Leży 37 km na południe od miasta York i 249 km na północ od Londynu.